# Scaphocalanus validus
Scaphocalanus validus är en kräftdjursart som först beskrevs av Farran 1908.  Scaphocalanus validus ingår i släktet Scaphocalanus och familjen Scolecitrichidae. Inga underarter finns listade i Catalogue of Life.